# いわき勿来インターチェンジ
いわき勿来インターチェンジ（いわきなこそインターチェンジ）は、福島県いわき市三沢町にある、常磐自動車道のインターチェンジ。いわき市勿来地区のほか、水戸・東京方面から小名浜地区方面への玄関口でもある。
このICを境に、常磐自動車道の管轄は南側が関東支社、北側が東北支社となる（いわき勿来ICは東北支社の管轄）。
なお本稿では、併設する高速バス停留所であるいわき勿来バスストップ（いわきなこそバスストップ）についても記述する。

## 歴史
- 1988年（昭和63年）3月24日：日立北IC - いわき中央IC間開通に伴い、供用開始[3]。

## 周辺
- 勿来の関公園
- 国民宿舎勿来の関荘（2015年（平成27年）3月31日から休館）
- 勿来海水浴場
- 太平洋健康センター
- 海が見える四時ダム
- 四時川渓谷
- 勿来駅（JR東日本・常磐線）
- 植田駅（JR東日本・常磐線）

## 道路
- E6 常磐自動車道（15番）

## 接続する道路
- 直接接続
  - 国道289号

## 料金所
- ブース数：4

### 入口
- ブース数：2　
  - ETC専用：1　
  - 一般：1

### 出口
- ブース数：2　
  - ETC専用：1　
  - 一般：1

## いわき勿来バスストップ
料金所外に高速バスのバス停留所が併設されている。営業上のバス停名はいわき勿来インター。バス利用者のための無料駐車場がある。

### 停車路線
- いわき号（新常磐交通・JRバス関東・東武バスセントラル）（現在いわき駅・ラパークいわき・JRバスいわき支店発着のみ）
  - 東京駅 - （中略） - 綾瀬駅（いわき発のみ） - いわき勿来インター - いわき湯本インター
- 新宿いわき号（JRバス関東）
  - バスタ新宿（新宿駅新南口） - （中略） - 池袋駅東口（いわき発のみ） - 王子駅 - いわき勿来インター - いわき湯本インター
- 仙台 - いわき線（JRバス東北・新常磐交通）(特別ルートで運行中)
上中田 - いわき勿来インター - いわき湯本インター
- シーガル号（新常磐交通・近鉄バス）
磯原駅 - いわき勿来インター - いわき湯本インター
- 東京ディズニーリゾート - 日立・いわき線（新常磐交通・日立電鉄交通サービス・京成トランジットバス）
東京ディズニーランド（TDR行）/東京ディズニーシー（いわき行） - （中略） - 日立市役所前（いわき発のみ） - いわき勿来インター - いわき湯本インター

## 隣
E6 常磐自動車道
(14)北茨城IC - 関本PA - (15)いわき勿来IC - (15-1)いわき小名浜IC